# Recife
Recife Brazília északkeleti régiójának második legnagyobb városa, külvárosokkal együtt a legnagyobb városa. A nagyvárosok sorában az ötödik legnagyobb az országban, egyben Pernambuco állam fővárosa és az ország egyik legfontosabb kikötője. Lakosainak száma: 1 501 000 (külvárosokkal együtt 3 599 000).

## Fekvése
Recife Brazília északkeleti részén az Atlanti-óceán partján fekszik ott, ahol a Rio Beberibe és a Rio Capibaribe egyesül. A várost fekvése miatt Amerika Velencéjének is nevezik, hiszen a folyótorkolatok szigeteket zárnak közre, melyeket hidak kötnek össze. A város európai rokonához híven az ország egyik kulturális központja is. A közeli erdőségek miatt a város klímája sem olyan száraz, mint Pernambuco állam tengerparti részein. A hőmérséklet 23 és 27 C között van, az esős időszak februártól júliusig tart.
Recifét korábban Mauriciának nevezték. Nassaui Móric miatt kapta a nevet, ő a holland Nyugat-Indiai Társaság nevében vette birtokba. Cukornád termesztése folyt a mezőgazdasági területen. A cukornád termesztés ma is folyik.
Recife területéhez tartozó városok Jaboatão dos Guararapes, Olinda, Paulista, Abreu e Lima, Igarassu, Camaragibe, Cabo de Santo Agostinho és São Lourenço da Mata.
Recife elővárosi forgalmat lebonyolító metróhálózatának Manobra de Tues nevű végállomása az amerikai kontinens legkeletibb vasúti állomása.

## Népesség
A város népességének változása:
| Lakosok száma | 1 422 905 | 1 537 704 | 1 555 039 | 1 617 183 | 1 625 580 | 1 653 461 | 1 661 017 | 1 488 920 |
|               | 2000      | 2010      | 2012      | 2015      | 2016      | 2020      | 2021      | 2022      |

## Éghajlata
| Hónap                                                       | Jan. | Feb. | Már. | Ápr. | Máj. | Jún. | Júl. | Aug. | Szep. | Okt. | Nov. | Dec. | Év   |
| ----------------------------------------------------------- | ---- | ---- | ---- | ---- | ---- | ---- | ---- | ---- | ----- | ---- | ---- | ---- | ---- |
| Rekord max. hőmérséklet (°C)                                | 33,1 | 32,7 | 35,1 | 33,3 | 31,8 | 30,9 | 33,0 | 35,7 | 32,7  | 33,1 | 32,4 | 34,5 | 35,7 |
| Átlagos max. hőmérséklet (°C)                               | 30,2 | 30,2 | 30,0 | 29,7 | 28,9 | 27,9 | 27,3 | 27,5 | 28,1  | 29,0 | 30,1 | 30,2 | 29,1 |
| Átlagos min. hőmérséklet (°C)                               | 22,4 | 22,6 | 22,7 | 22,6 | 21,9 | 21,6 | 21,1 | 20,6 | 20,7  | 21,4 | 21,9 | 22,2 | 21,8 |
| Rekord min. hőmérséklet (°C)                                | 16,8 | 17,8 | 17,9 | 19,2 | 16,9 | 17,1 | 16,0 | 15,3 | 15,0  | 16,0 | 16,7 | 16,4 | 15,0 |
| Átl. csapadékmennyiség (mm)                                 | 108  | 148  | 257  | 338  | 319  | 378  | 388  | 205  | 122   | 63   | 36   | 57   | 2418 |
| Havi napsütéses órák száma                                  | 246  | 211  | 204  | 185  | 186  | 168  | 158  | 207  | 217   | 247  | 266  | 255  | 2550 |
| Forrás: Brazilian National Institute of Meteorology (INMET) |      |      |      |      |      |      |      |      |       |      |      |      |      |

## Története

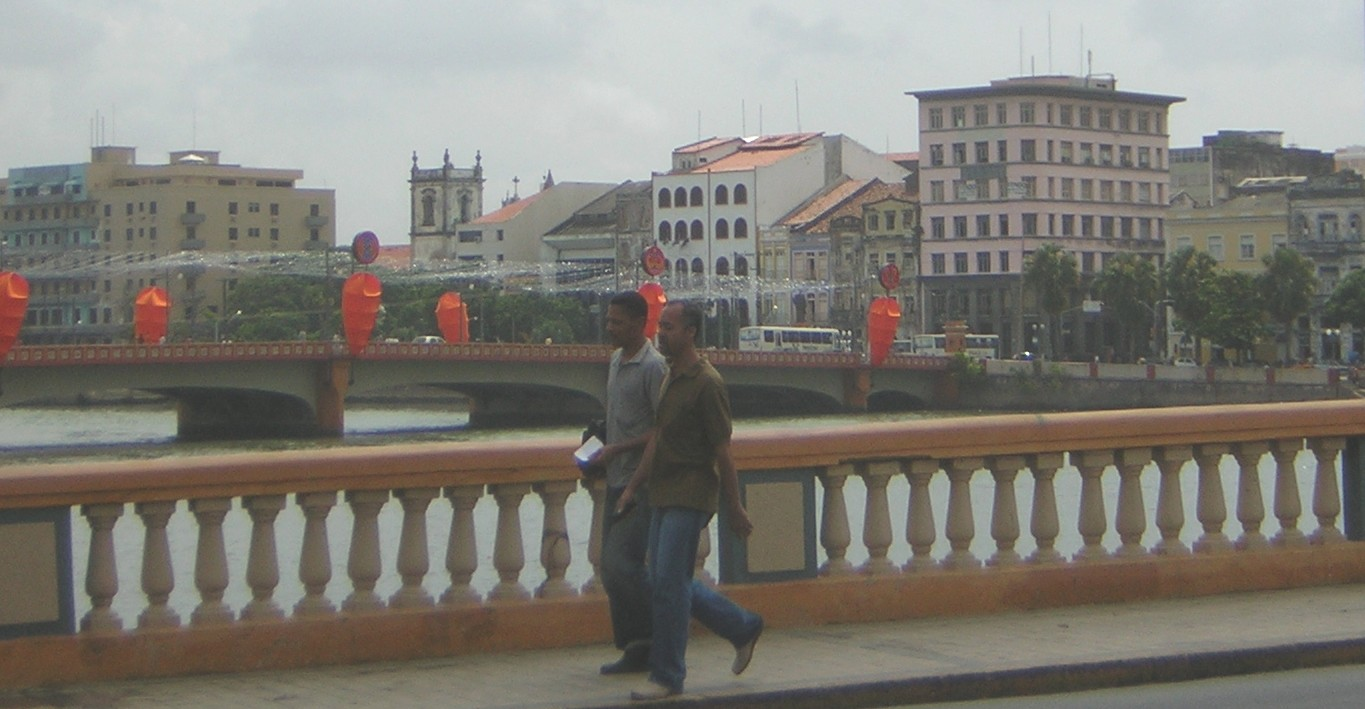
Recife karnevál idején

Recife területe egyike volt az első portugálok alapította kolóniáknak Braziliában. 1534-ben a portugál király Brazília területét örökletes kapitányságokra osztotta. A portugálok ugyanis gyorsan felismerték, hogy ilyen távoli kolóniák fenntartása mind emberi, mind anyagi szempontból hosszú távon lehetetlen. Ezért elhatározták, hogy a területeket erre vállalkozó alkalmas egyének irányítása alá rendelik (ez a módszer már korábban Afrikában is sikeresnek bizonyult). Ezen jól működő kapitányságok egyike volt Pernambuco, amely Duarte Coelho Pereira irányítása alá tartozott. Pernambuco sikerét a cukornád feldolgozó iparának köszönhette. Akkoriban Európában csak cukorrépából készített cukrot fogyasztottak, amely barna színű volt és nem volt olyan édes, mint a cukornád és a brazil cukor nagyon kedvelt lett Európában. Duarte Coelho Pernambucaoban gazdagon termő földet és a cukornád termesztéshez kiválóan alkalmas klimatikus viszonyokat talált. Nem kellett már hozzá más, mint a termesztéshez és az aratáshoz szükséges megfelelő munkaerő.

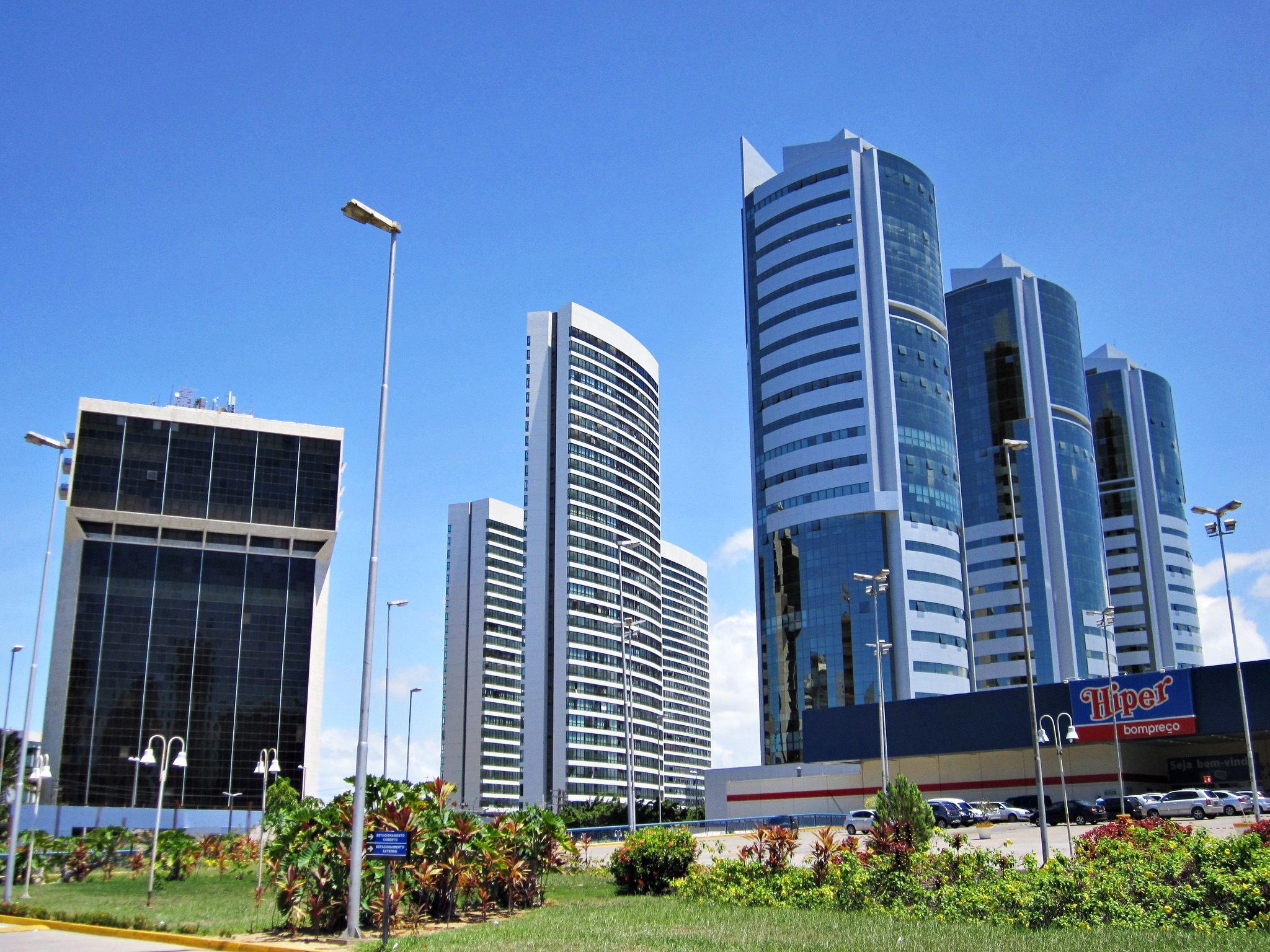
Boa Viagem, Recife

A portugálok először bennszülött indiánokkal próbálkoztak, de hamar rájöttek, hogy az indián kultúra és hagyomány nem egyeztethető össze a nehéz paraszti munkával. A megoldás afrikai fekete munkaerő behozatala volt, mely a 16. századtól a 19. századig folyamatosan érkezett Pernambucoba. Ennek következtében az állam a fekete kultúra egyik amerikai fellegvára lett. A fekete hagyományok ma is megmutatkoznak a helyi táncokban, zenében és konyhaművészetben. A fekete és az indián kultúra keveredése Recifét Brazília egyik legváltozatosabb, legszínesebb kultúrájú városává teszi. A kultúrák keveredéséhez a hollandok is hozzájárultak.

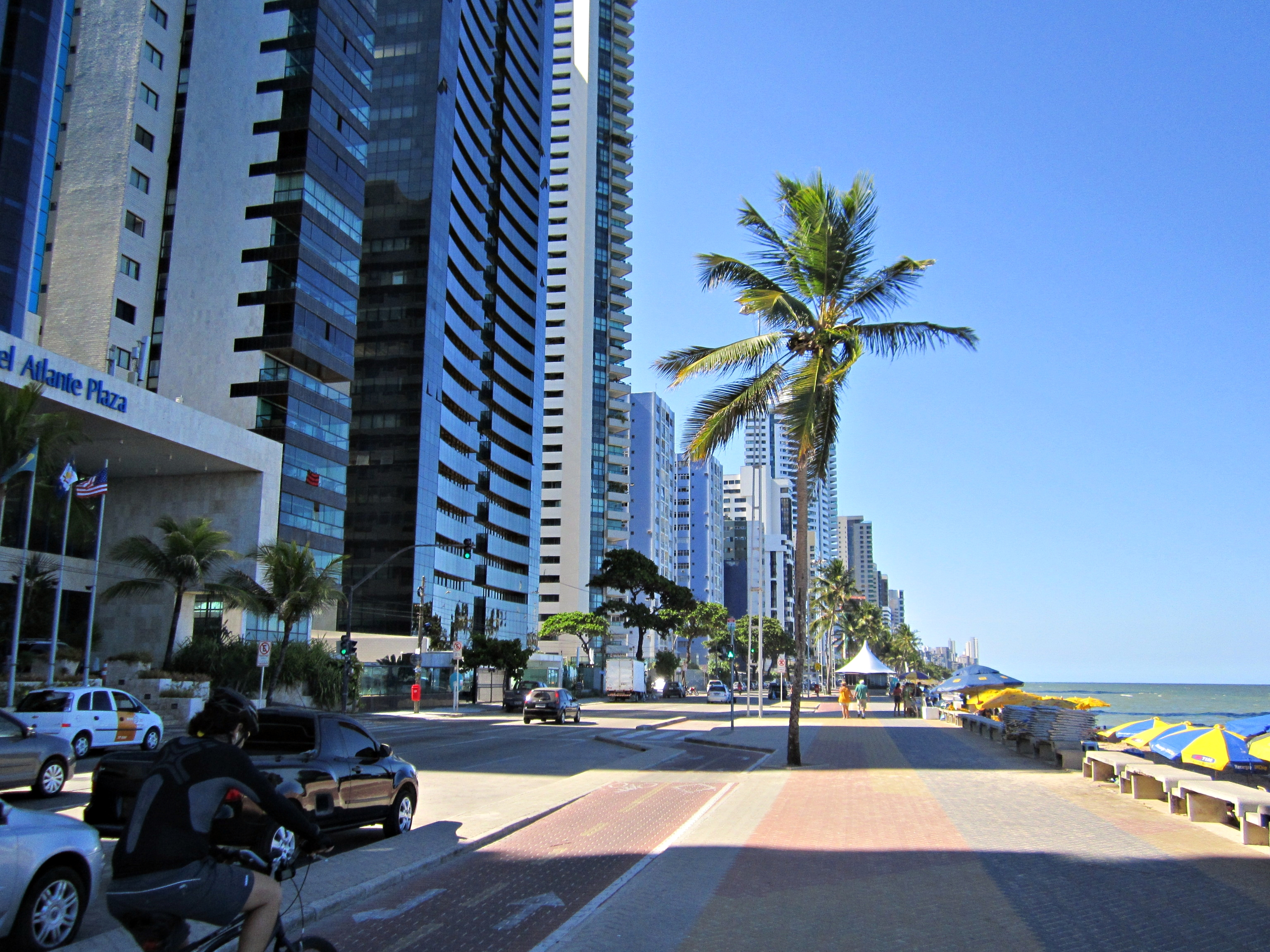
Boa Viagem tengerparti sétánya

1580 és 1640 között Portugália és Spanyolország egy korona alatt egyesült és a spanyolok harcban álltak a hollandokkal akik a brazil cukor fő európai kereskedőinek számítottak. A hollandok elhatározták, hogy megszereznek néhály brazíliai cukornádtermő helyet és 1630 és 1654 között ellenőrzésük alá vonták Recifét is. Ebben az időszakban Recife a világ egyik legkozmopolitább városa lett, a hollandokkal együtt számos zsidó kereskedő is érkezett, akik felépítették zsinagógájukat. A helyiek harcában, hogy megszabaduljanak a hollandoktól nagy segítséget jelentett, hogy a hollandok háborúba keveredtek az angolokkal. Kitört a pernambucaói felkelés, melynek következtében a hollandok és a zsidók Észak Amerikába menekültek és megalapították Új-Amszterdamot, a mai New York City elődjét. A két szomszédos kolónia Recife és Olinda versengéséből Recife került ki győztesen. Olindának nem volt kikötője, Recife viszont az Atlanti térség egyik legjobb kikötőjével rendelkezett. Recife ma nagyváros Olinda pedig csak egy történelmi kisváros.

## Híres recifeiek

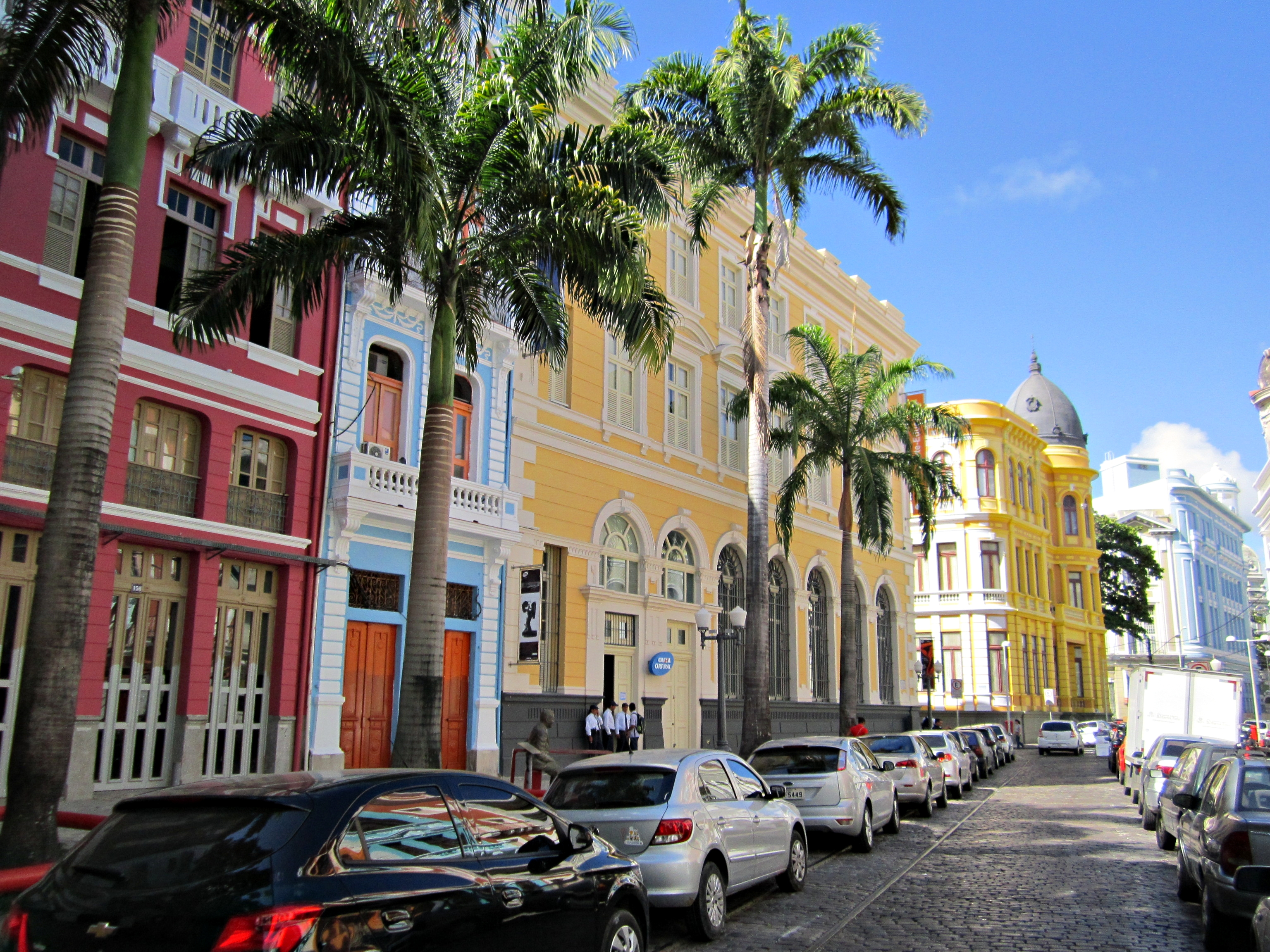
A régi városnegyed

- Manuel Bandeira, Carlos Pena Filho, Sebastião Uchoa Leite, João Cabral de Melo Neto költők
- Nelson Rodrigues, Gilberto Freyre írók,
- Lenine, Fred Zero Quatro, Otto, Pochyua Andrade, Don Tronxo, Valença fivérek, Antônio Nóbrega, Naná Vasconcelos, Jorge du Peixe, Paulo Diniz, Fernando Lobo, Antônio Maria és Chico Science zeneszerzők,
- Paulo Freire filozófus
- Rivaldo, Juninho Pernambucano világhírű labdarúgók.
- Itt született Aron Simis romániai zsidó származású brazil matematikus (1942 –)

## Nevezetességei
A város látnivalói közé tartozik a Teatro Santa Isabel palota, a nyüzsgő Avenida Dantes Barreira, a karmeliták kolostora a Convento de Carmo, a felújított Satio de Sáo Pedro templom, a Santo Antonio negyedben van a Forte Cinco Pontas és érdemes ellátogatni a Convento de Santo Antonio templomba is.
- Templomait és történelmi épületeit a 17 – 18. században a portugálok és hollandok építették.
- Orange erőd (Forte Orange)
- Boa Viagem Beach, a város legfontosabb tengerparti strandja
- Olinda történelmi városközpontja a világörökség része
- Casa la Cultura, sok ajándéküzlettel
- A recifei karnevál (Recife Antigo)

Recife környéki híres tengerparti strandok
- Porto de Galinhas, Ipojuca, Pernambuco (60 km-re délre)
- Maracaípe, Ipojuca, Pernambuco (65 km-re délre)
- Serrambi, Ipojuca, Pernambuco (70 km-re délre)
- Tamandaré, Barreiros, Pernambuco (110 km-re délre)
- Itamaracá, Pernambuco (40 km-re északra)
- Maragogi, Alagoas (150 km-re délre)
- Praia de Pipa, Rio Grande do Norte (280 km-re északra)
- Tambaba, Conde, Paraíba (115 km-re északra)

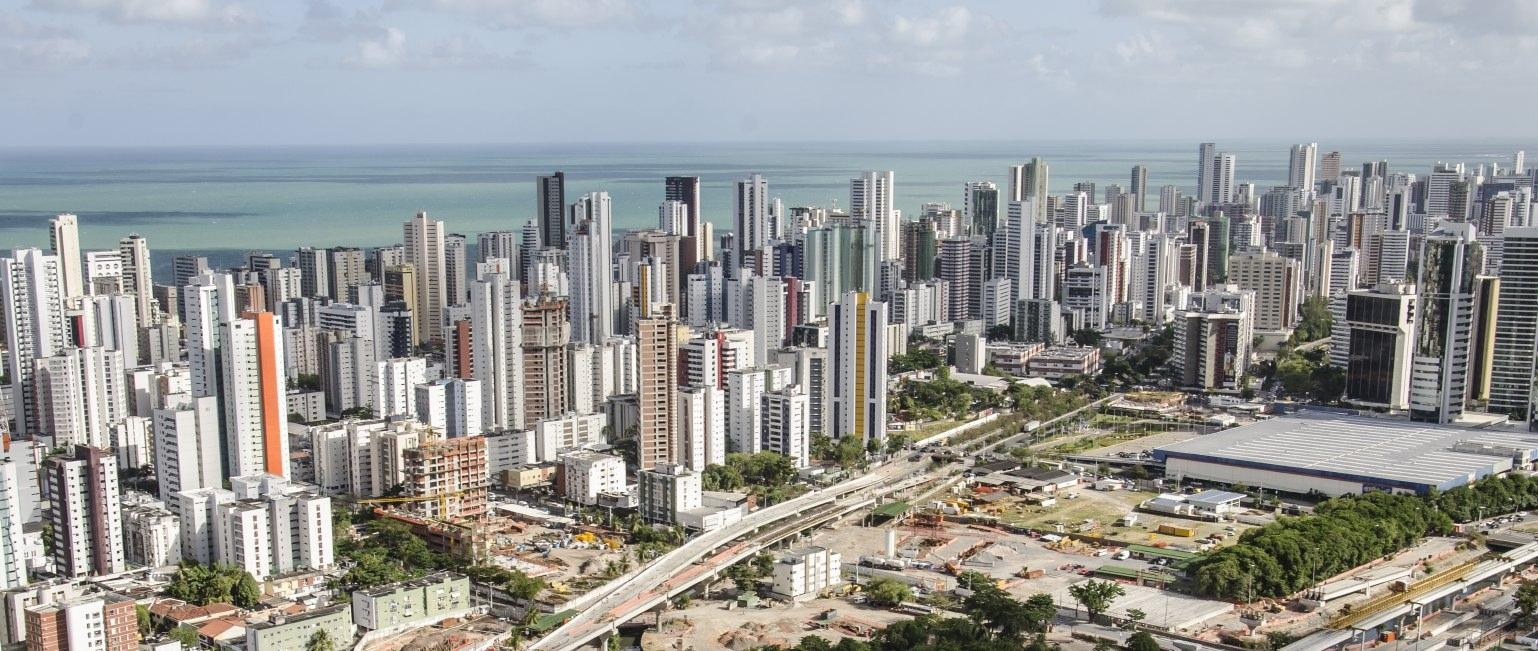
Recife

## Fotógaléria

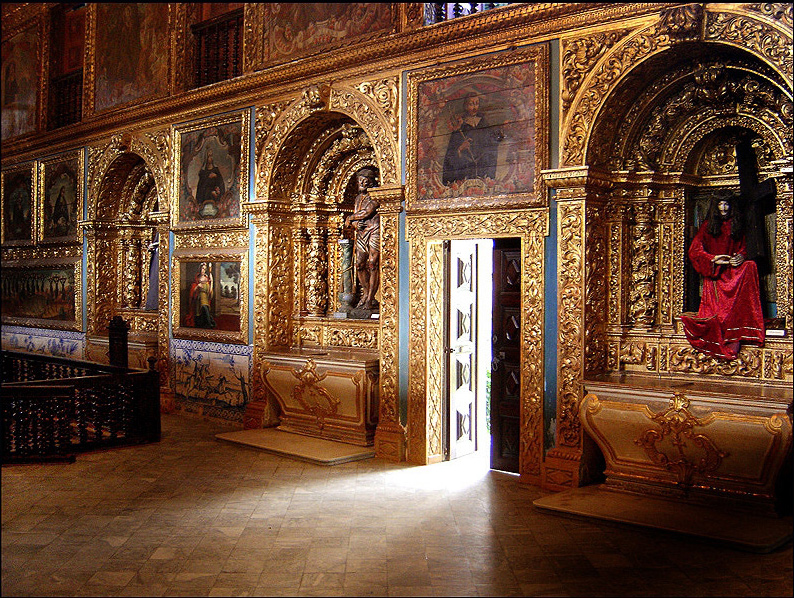
Capela dos Noviços ferences kápolna
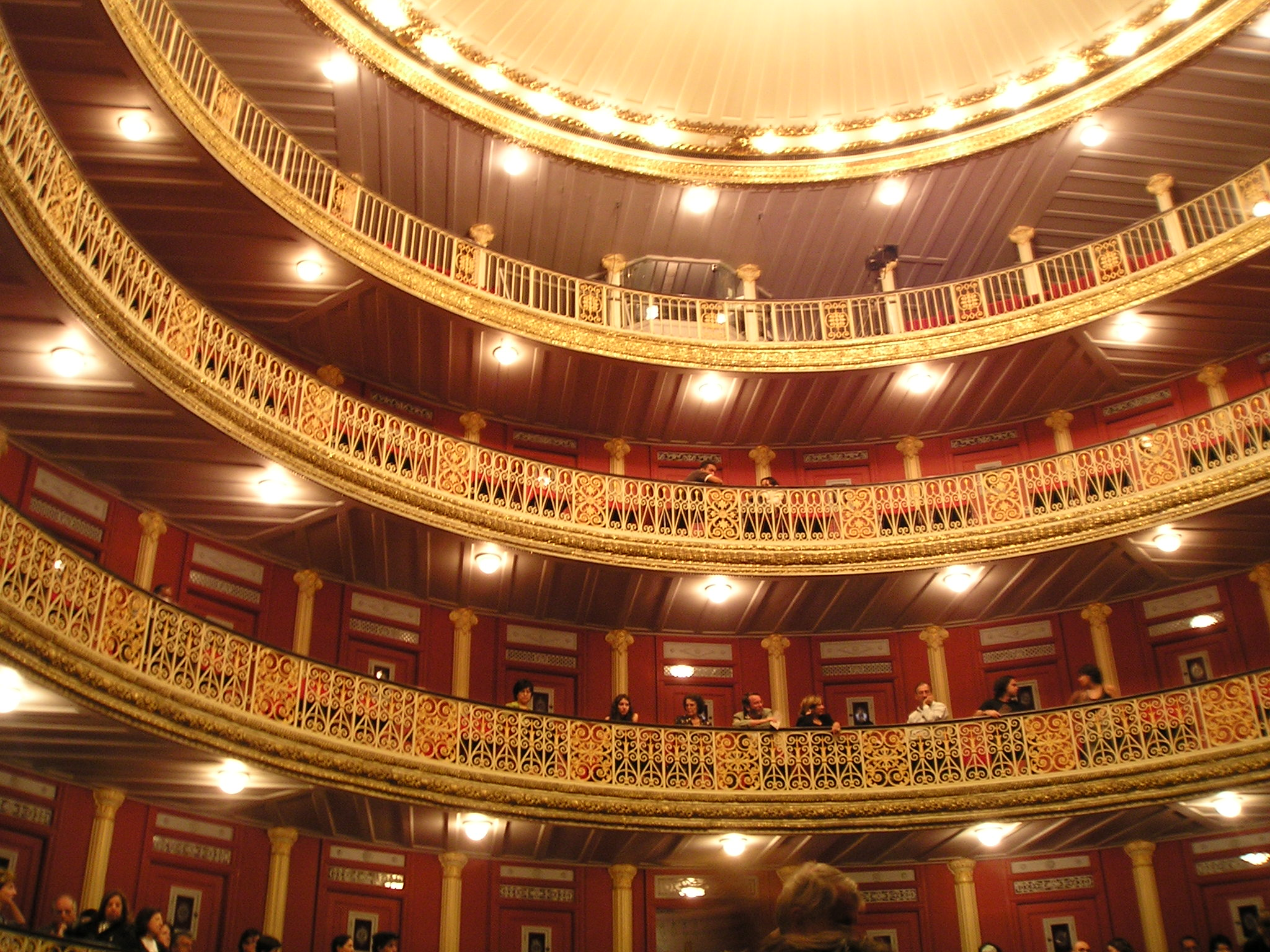
Santa Isabel színház
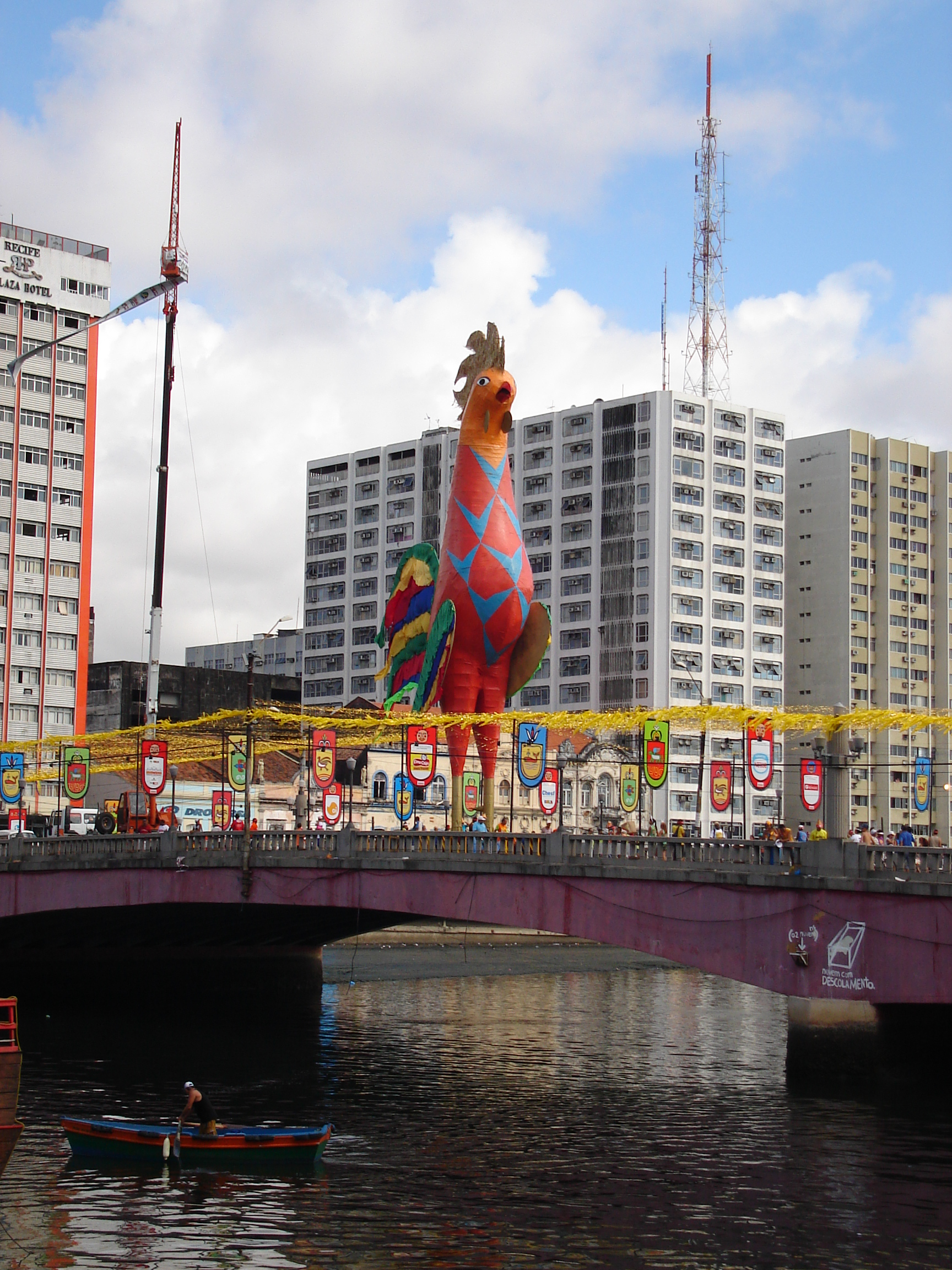
Galo da Madrugada
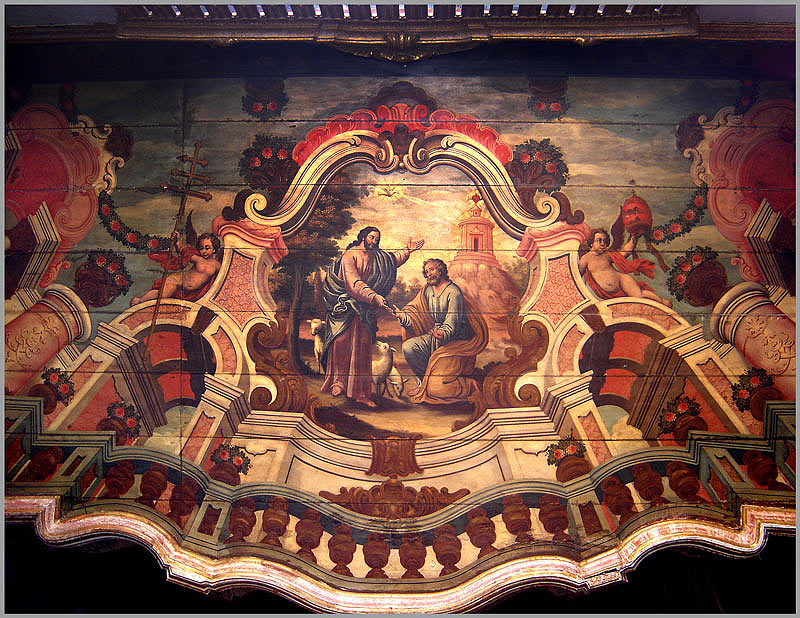
São Pedro dos Clérigos
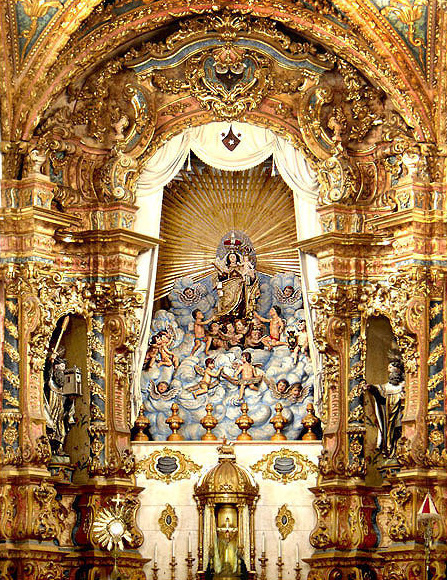
Nossa Senhora do Carmo
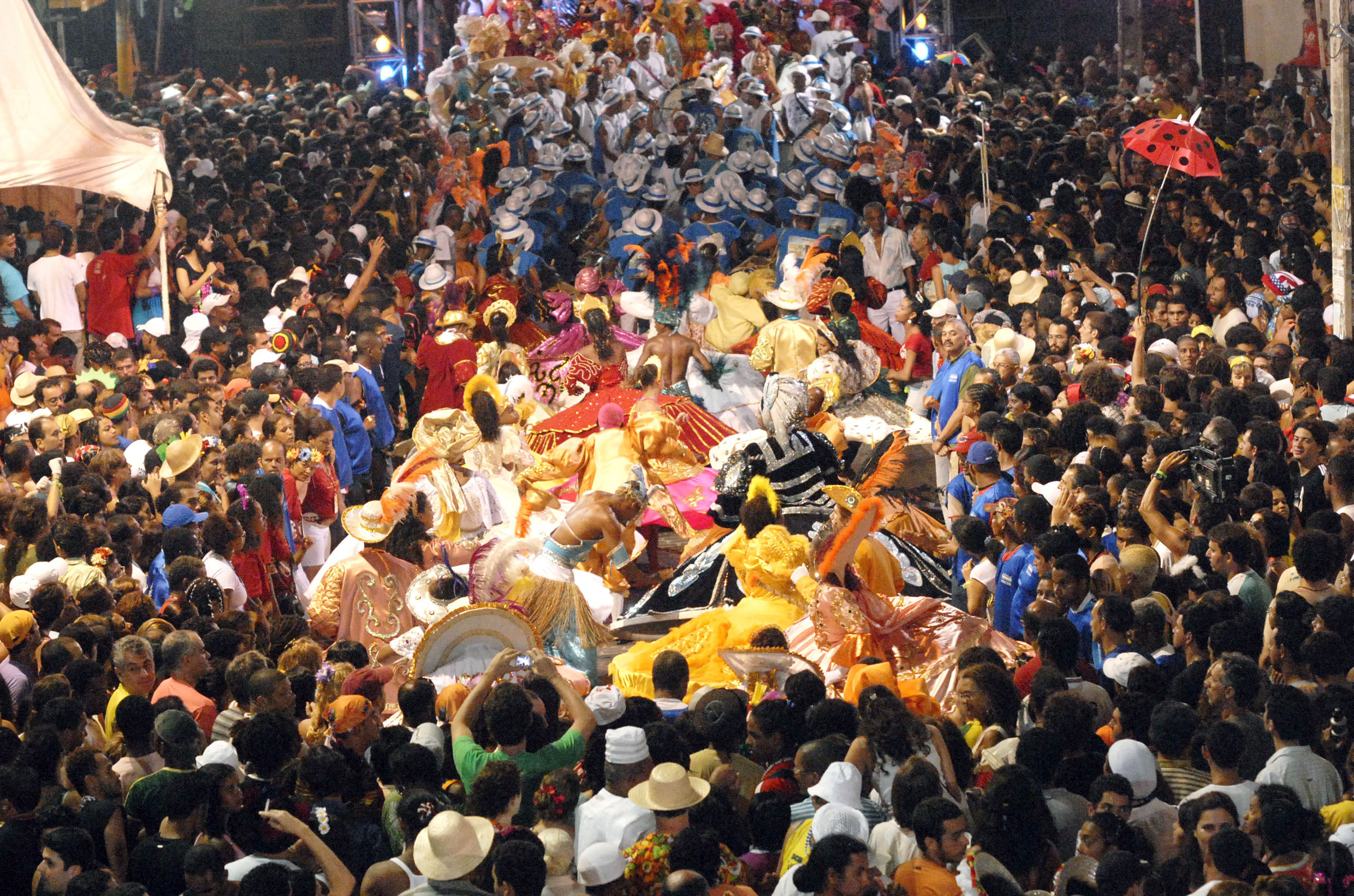
Karnevál, 2008
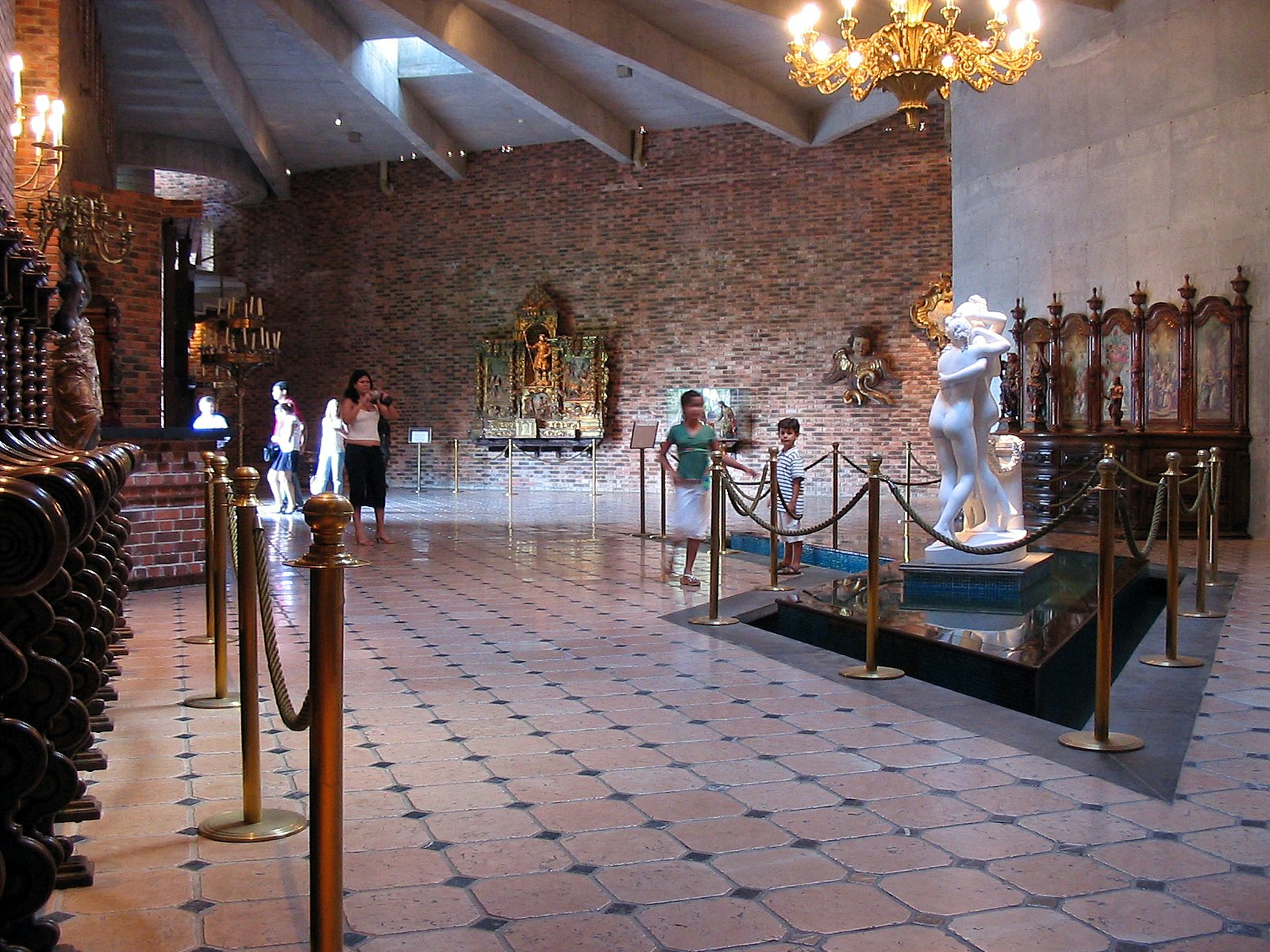
A Ricardo Brennand művészeti múzeum
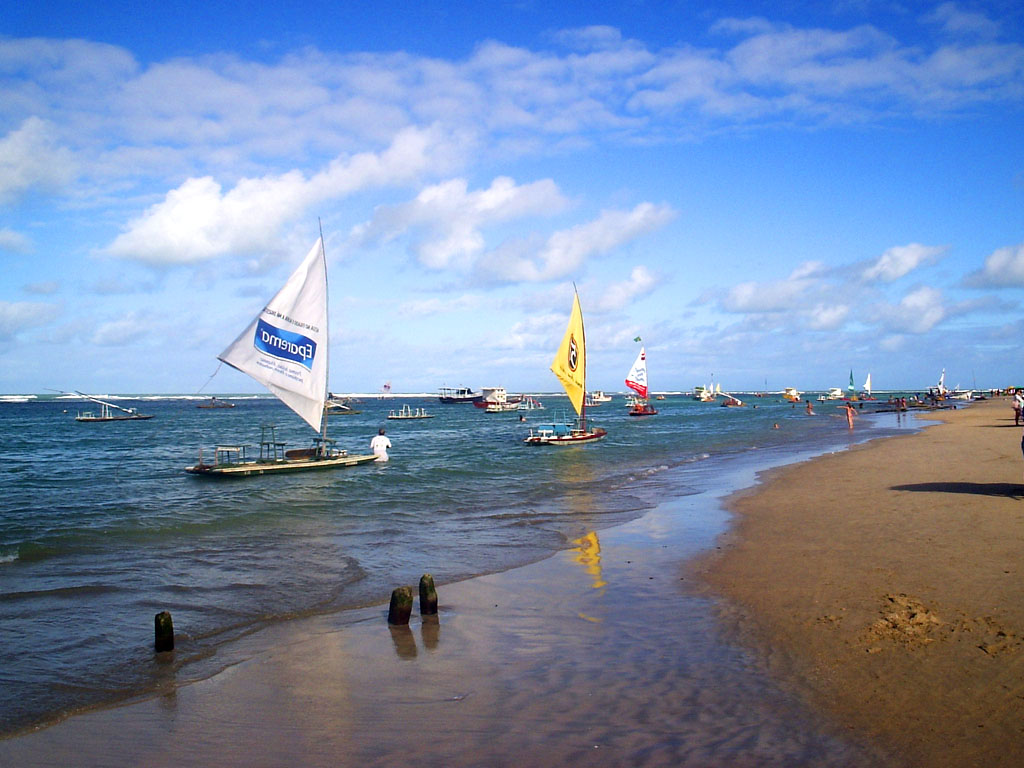
Porto de Galinhas strand
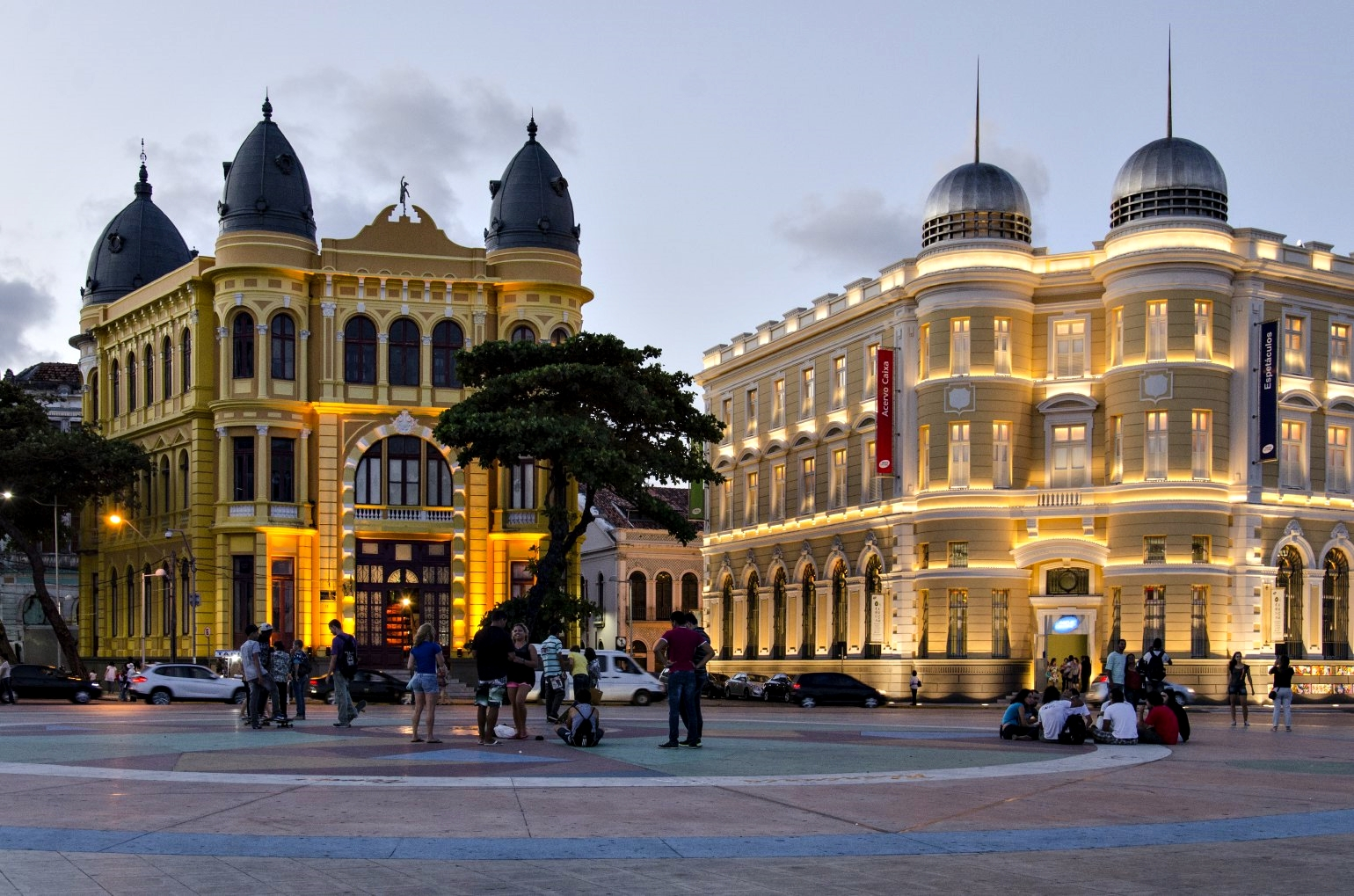
Marco Zero tér
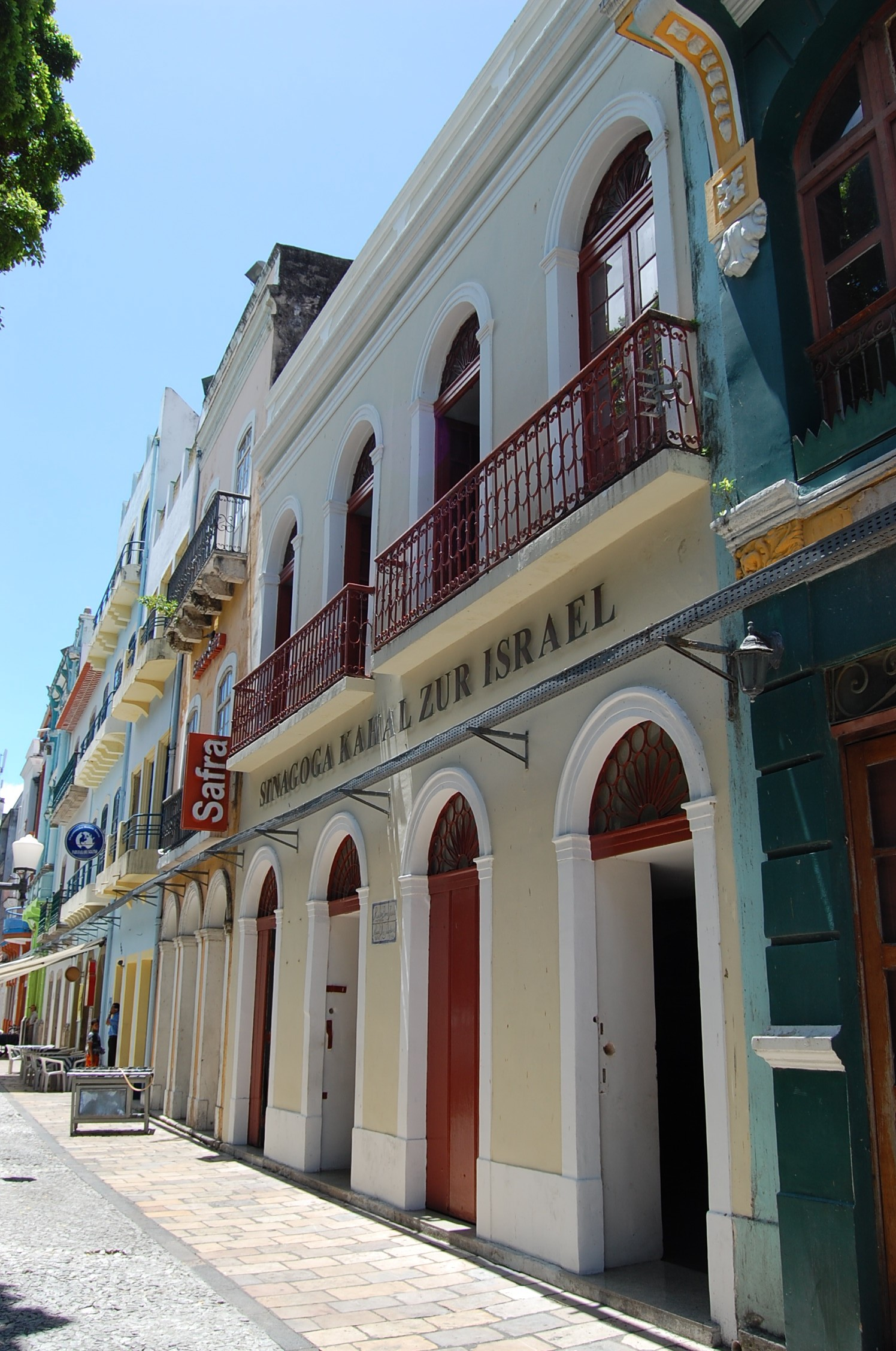
Kahal Zur zsinagóga